# Amstel Gold Race 2004
La 39ª edición de la Amstel Gold Race se disputó el domingo 18 de abril de 2004 con una longitud total de 251,1 km, con inicio en la ciudad de Maastricht y final en la de Valkenburg.
El vencedor de la misma fue el corredor italiano Davide Rebellin.

## Clasificación final
| Pos. | Ciclista          | Equipo            | Tiempo     |
| ---- | ----------------- | ----------------- | ---------- |
| 1    | Davide Rebellin   | Team Gerolsteiner | 6h 01' 03" |
| 2    | Michael Boogerd   | Landbouwkrediet   | + 01"      |
| 3    | Paolo Bettini     | Quick Step        | + 18"      |
| 4    | Danilo Di Luca    | Saeco             | m. t.      |
| 5    | Peter Van Petegem | Lotto-Domo        | m. t.      |
| 6    | Matthias Kessler  | T-Mobile Team     | + 26"      |
| 7    | Erik Dekker       | Rabobank          | + 41"      |
| 8    | Serguei Ivanov    | T-Mobile Team     | + 52"      |
| 9    | Mirko Celestino   | Saeco             | + 53"      |
| 10   | Giampaolo Caruso  | Liberty Seguros   | + 55"      |